# Pietro Cortelezzi
Pietro Cortelezzi (Tradate, 1898 – Milano, 1978) è stato un pittore italiano.

## Biografia
Formatosi a Milano, si affermò come frescante in chiese soprattutto lombarde e venete.

## Opere
Fra le sue opere si ricorda un ciclo di affreschi dedicati alla vita di san Pietro nella Cattedrale di Feltre, le Allegorie delle Stagioni nel Palazzo Marino e gli affreschi nella Chiesa dei Santi Gervasio e Protasio a Milano.
Suoi dipinti da cavalletto figurano a Milano nelle collezioni d'arte della Fondazione Cariplo, nella Quadreria dei benefattori dell'Ospedale Maggiore e nella Galleria d'arte moderna.